# Пяршаукштис (село)
Пяршаукштис (лит. Peršaukštis) — село в восточной части Литвы, входит в состав Швенчёнского района. В 2011 году население Пяршаукштиса составило 5 человек.

## География
Село Пяршаукштис находится в центральной части района, расстояние до Швенчёниса составляет 7,5 километров. Через село проходит автомобильная дорога 102 Вильнюс — Швенчёнис — Зарасай. Немного южнее села находится озеро Пяршаукштис, через которое протекает река Саря.

## Население
| 1905                           | 1931 | 1959 | 1970 | 1979 | 1989 | 2001 | 2011 |
| ------------------------------ | ---- | ---- | ---- | ---- | ---- | ---- | ---- |
| 24                             | 43   | 22   | 14   | 12   | 6    | 10   | 5    |
| Гистограмма динамики населения |      |      |      |      |      |      |      |